# Yurika Nakamura
Pour les articles homonymes, voir Nakamura.
Yurika Nakamura (中村友梨香, Nakamura Yurika), née le 1er avril 1986 à Fukuchiyama, est une athlète japonaise, spécialiste du fond.
Elle a grandi dans la préfecture de Hyōgo.
Elle a remporté le marathon de Nagoya, à son début sur la distance. Elle termine 13e du marathon des Jeux olympiques à Pékin. Elle remporte le demi-marathon de Sapporo en 2009.

## Meilleurs temps
- 3 000 mètres - 9 min 28 s 53 (2002)
- 5 000 mètres - 15 min 23 s 75 (2006)
- 10 000 mètres - 32 min 52 s 94 (2005)
- semi-marathon - 1 h 10 min 03 s (2006)
- marathon - 2 h 25 min 51 s (2008)